# Adília Lopes
Adília Lopes, pseudónimo literario de María José da Silva Viana Fidalgo de Oliveira (Lisboa, 20 de abril de 1960-Lisboa, 30 de diciembre de 2024), fue una poetisa, cronista, y traductora portuguesa, considerada una autora de culto en la literatura portuguesa.

## Trayectoria
Hija de una bióloga y profesora de botánica en la Facultad de Ciencias de la Universidad de Lisboa y de un profesor de educación secundaria. Adília Lopes estudió física en la Universidad de Lisboa, licenciatura que abandonó cuando estaba a punto de terminarla, debido a una psicosis esquizoafectiva, enfermedad de la que siempre habló abiertamente, tanto en su poesía, crónicas, conferencias o entrevistas en medios de comunicación. Dejó de estudiar por consejo médico y comenzó a escribir con la intención de publicar.
Se licenció en Literatura y Lingüística Portuguesa y Francesa por la Facultad de Letras de la Universidad de Lisboa. En 1985, a mitad de su segunda carrera, publicó su primer libro de poesía en 1985, Um Jogo Bastante Perigoso (Un juego muy peligroso en español). En 1984, fue una de las poetas revelada por el primer Anuario de Poesía Assírio & Alvim. En 1995 se especializó en Ciencias Documentales en la misma facultad.
En 1999, la compañía de teatro Sensurround, dirigida por la actriz y directora Lúcia Sigalho, representó un espectáculo basado en los textos de Lopes, titulado A Birra da Viva. En 2001, Lopes escribió la versión portuguesa de Nursery Rhymes, elegida por la pintora Paula Rego para su serie de ilustraciones. Lopes contribuyó a la organización de las colecciones de Fernando Pessoa, Vitorino Nemésio y José Blanc de Portugal.
En 2024, la editorial Assírio & Alvim recopiló sus libros en Dobra en una edición que incluía también poemas inéditos. Fue considerada una poeta de culto de la literatura portuguesa. El sufrimiento fue uno de los temas de su obra.
Falleció el 30 de diciembre de 2024 a los 64 años, en el Hospital de São José en Lisboa.

## Algunas publicaciones
- 1985,  Um Jogo Bastante Perigoso (edición personal).
- 1987, A Pão e Água de Colónia (Frenesí).
- 1987, O Marquês de Chamilly (Kabale und Liebe) (Hiena).
- 1988, O Decote da Dama de Espadas (INCM).
- 1991, Os 5 Livros de Versos Salvaram o Tio (edición personal).
- 1993, O Peixe na Água (edición personal).
- 1995, A Continuação do Fim do Mundo (edición personal).
- 1997, A Bela Acordada (Black Sun Editores).
- 1997, Clube da Poetisa Morta (Black Sun Editores).
- 1998, O Poeta de Pondichéry seguido de Maria Cristina Martins (Angelus Novus).
- 1999, Florbela Espanca espanca (Black Sun Editores).
- 1999, Sete rios entre campos (edición personal.
- 2000, Irmã Barata, Irmã Batata (Angelus Novus).
- 2000, Obra (Mariposa Azual).
- 2001, A Bela Acordada (Mariposa Azual).
- 2001, Quem Quer Casar Com a Poetisa? (Quasi).
- 2003, César a César (Quasi).
- 2004, Poemas Novos (Quasi.
- 2004, Caras Baratas (Relógio D'Água).
- 2006, Le Vrai La Nuit - A Árvore Cortada (Relógio D'Água).
- 20007, Caderno (Relógio D'Água)